# Rhynchozoon adamanteus
Rhynchozoon adamanteus är en mossdjursart som beskrevs av Tilbrook 2006. Rhynchozoon adamanteus ingår i släktet Rhynchozoon och familjen Phidoloporidae. Inga underarter finns listade i Catalogue of Life.